# Ніколаус фон Белов
Георг Людвіг Генріх Ніколаус фон Белов (нім. Georg Ludwig Heinrich Nicolaus von Below; 20 вересня 1907, Цитен — 24 липня 1983, Детмольд) — німецький офіцер, оберст люфтваффе, ад'ютант Адольфа Гітлера від люфтваффе.

## Біографія
Представник знатного прусського роду. Син оберста Прусської армії і оберстлейтенанта чилійської армії Гюнтера фон Белова (1868–1933) і його дружини Матільди, уродженої фон Белов (1875–1937). Батьки Ніколауса були двоюрідними братом і сестрою.
До 1929 року вивчав льотну справу в Німецькій льотній школі. В 1929 році розпочав навчання на пілота в комерційній школі, в тому ж році вступив в рейхсвер і служив в 12-му піхотному полку. В 1933 року переведений в Імперське міністерство авіації. Потім служив в 132-й винищувальній ескадрі «Ріхтгофен». 5 березня 1936 року був переведений в 26-ту винищувальну ескадру «Шлагетер». 16 червня 1937 року призначений ад'ютантом Гітлера від люфтваффе і залишався на цій посаді до кінця Другої світової війни. Постійно знаходився біля Гітлера під час його поїздок на фронт та у різні ставки. Разом зі своєю дружиною входив до найближчого оточення Гітлера в Берггофі.
16 січня 1945 слідом за Гітлером перебрався у фюрербункер, 29 квітня був присутній при підписанні заповіту фюрера, однак підписав лише другу його частину. Опівночі того ж дня, з дозволу Гітлера, покинув Рейхсканцелярію з метою прориву на Захід. Кілька разів потрапляв у полон до радянських військ, але щоразу тікав. Врешті-решт дістався до родичів у маєток сім'ї тестя біля Ноєнгагена. Потім перебрався в Бонн. 
На початку 1946 році був інтернований британськими військами. В 1948 році виступав свідком захисту генерал-фельдмаршала Гуго Шперрле на Нюрнберзькому процесі у справі ОКВ. 14 травня 1948 року звільнений. В 1980 році видав мемуари «На боці Гітлера». В 1983 році, коли були начебто виявлені щоденники Гітлера, висловив сумнів у їхній справжності.

## Сім'я
26 червня 1937 року одружився з дочкою землевласника Марією Кюне (12 вересня 1918, Магдебург — 20 серпня 1999, Геттінген). В пари народились син і 3 дочки.

## Нагороди
- Медаль «За вислугу років у Вермахті» 4-го класу (4 роки)
- Нагрудний знак пілота
- Комбінований Знак Пілот-Спостерігач в золоті з діамантами
- Нагрудний знак «За поранення 20 липня 1944» в чорному

## Галерея

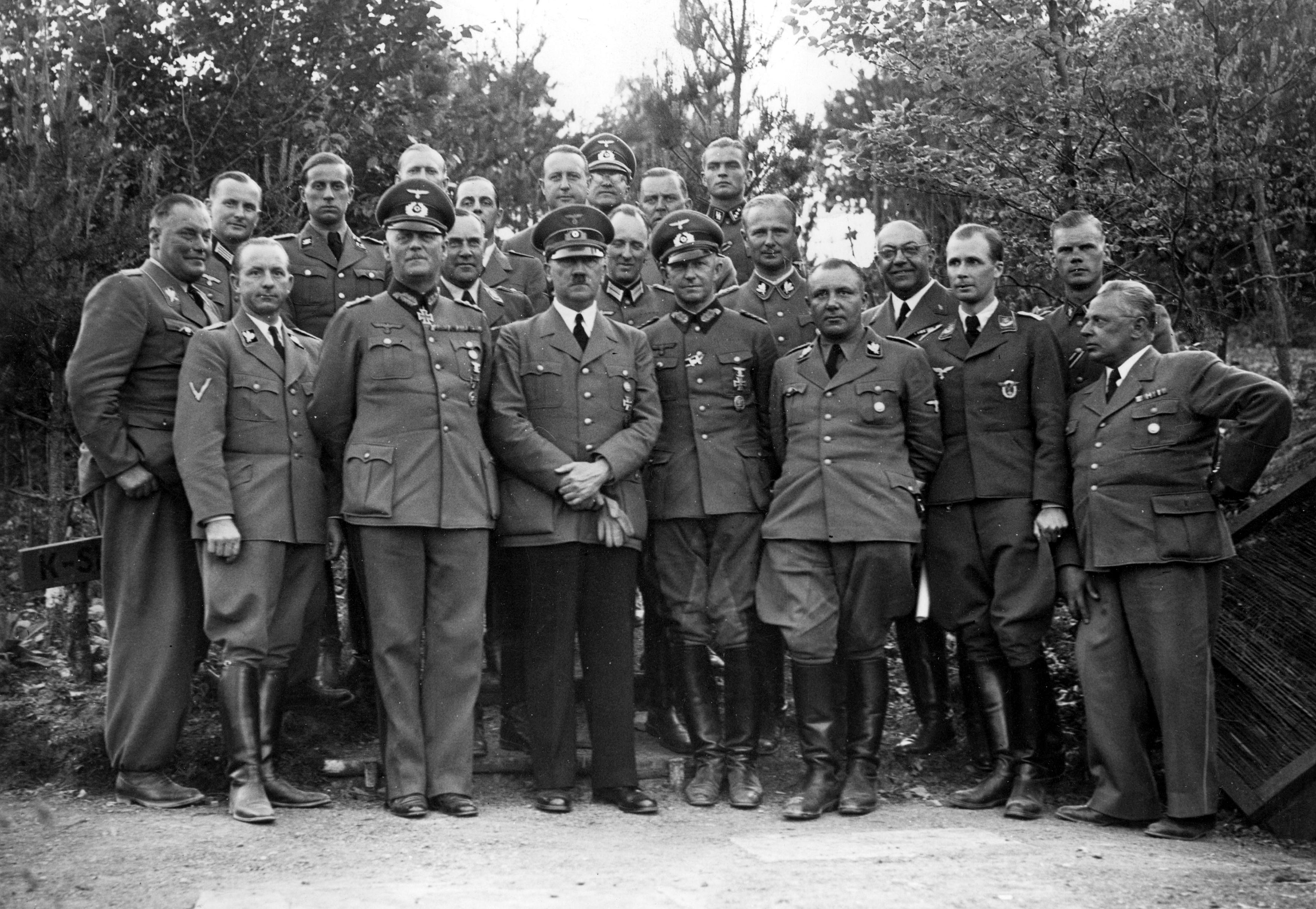
Адольф Гітлер із своїм найближчим оточенням (Вольфшанце, 1940). Белов — третій праворуч.
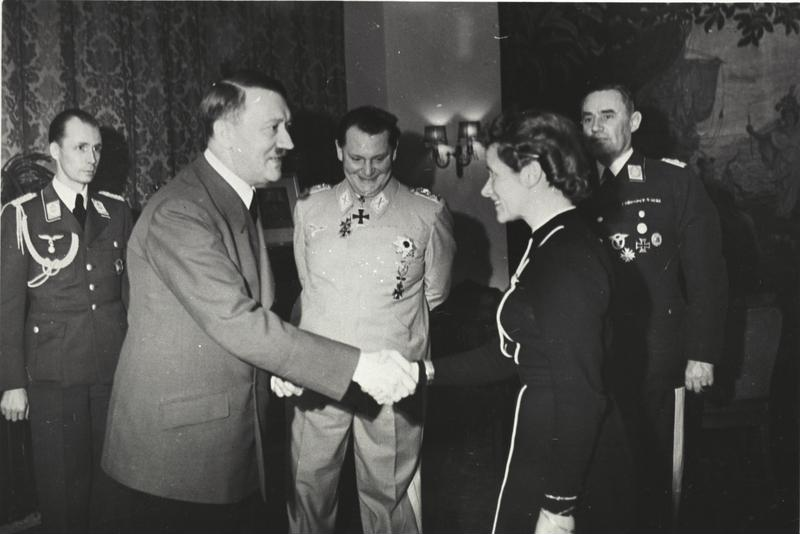
Гітлер нагороджує Ганну Райч Залізним хрестом 2-го класу (березень 1941). Белов — крайній ліворуч.
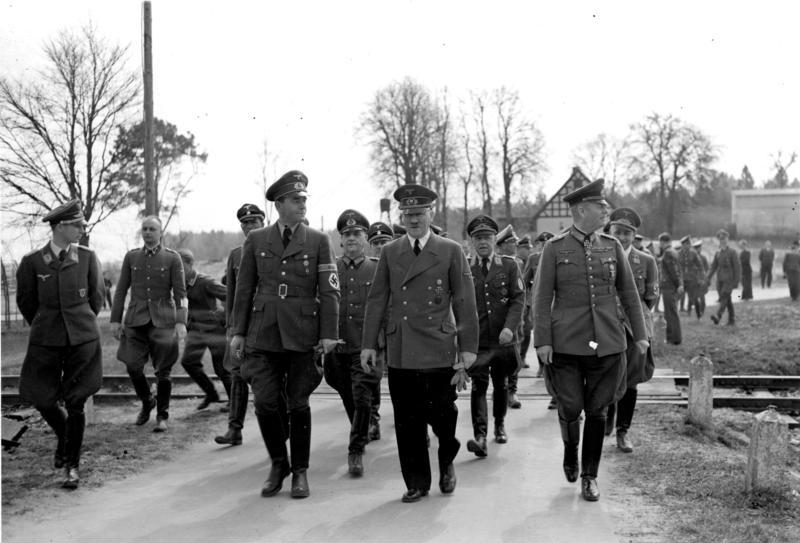
Белов (крайній ліворуч) під час прогулянки з Гітлером (1942).
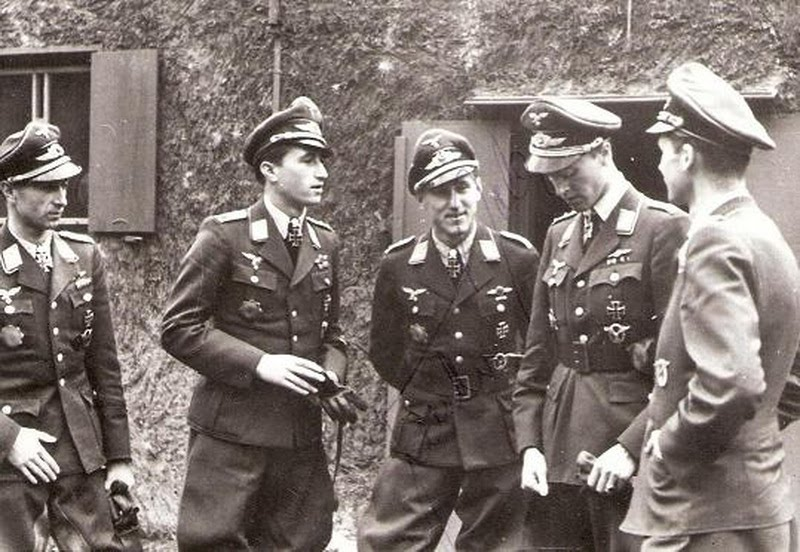
Белов (крайній праворуч) з льотчиками-асами, щойно нагородженими різними класами Лицарського хреста Залізного хреста. Зліва направо: Гартманн Грассер, Вальтер Новотни, Гюнтер Ралль і принц Генріх цу Зайн-Віттгенштайн (Растенбург; 22 вересня 1943).